# Minuartia pinifolia
Minuartia pinifolia là loài thực vật có hoa thuộc họ Cẩm chướng. Loài này được (M.Bieb.) Graebn. mô tả khoa học đầu tiên năm 1918.